# سوساک، اوت-وین
سوساک (به فرانسوی: Sussac) یک کمون در فرانسه است که در دپارتمان اوت-وین واقع در ناحیهٔ نوول-آکیتن فرانسه واقع شده‌است.
سوساک ۲۵٫۴۲ کیلومتر مربع مساحت و ۳۶۹ نفر جمعیت دارد و ۵۰۰ متر بالاتر از سطح دریا واقع شده‌است.